# Дашенко Павло
Павло́ Даше́нко — бандурист XIX століття із села Довжик Харківського повіту Харківської губернії (нині Валківського району Харківської області).
1875 року від нього Іван Манжура записав думи «Про Олексія Поповича», «Про удову», «Про брата і сестру».